# Monéteau
Monéteau es una localidad y comuna francesa situada en la región de Borgoña, departamento de Yonne, en el distrito de Auxerre y cantón de Seignelay.

## Demografía
| 440 | 500 | 506 | 586 | 654 | 650 | 718 | 786 | 885 | 988 | 921 | 869 | 774 | 821 | 875 | 816 | 759 | 747 | 776 | 737 | 739 | 754 | 790 | 827 | 1 119 | 1 960 | 1 598 | 1 985 | 2 869 | 3 821 | 4 239 | 4 226 | 3 898 |
| Para los censos de 1962 a 1999 la población legal corresponde a la población sin duplicidades (Fuente: INSEE [Consultar]) |     |     |     |     |     |     |     |     |     |     |     |     |     |     |     |     |     |     |     |     |     |     |     |       |       |       |       |       |       |       |       |       |